# Hajastani Regbii Federacja
Ormiańska Federacja Rugby – ogólnokrajowy związek sportowy, działający na terenie Armenii, posiadający osobowość prawną, będący jedynym prawnym reprezentantem ormiańskiego rugby 15-osobowego i 7-osobowego, zarówno wśród mężczyzn, jak i kobiet we wszystkich kategoriach wiekowych w kraju i za granicą.
Odpowiedzialny jest za prowadzenie ormiańskich drużyn narodowych, a także za szkolenie zawodników oraz organizowanie krajowych rozgrywek ligowych i pucharowych. Zrzesza około 200 zawodników.
Rugby zaczęło rozwijać się na terenie obecnej Armenii w połowie lat sześćdziesiątych, drużyna z Erywania uczestniczyła w rozgrywkach o mistrzostwo ZSRR, a jej zawodnicy występowali w reprezentacji tego kraju. Po uzyskaniu niepodległości rugby w tym kraju zaczęli wspierać członkowie ormiańskiej diaspory, w szczególności z Francji. Federacja powstała w 2000 roku, dwa lata później została członkiem FIRA-AER, członkiem stowarzyszonym IRB została natomiast w 2004 roku. Członkostwo w europejskim związku zostało w 2014 roku zawieszone. Jest uznawana przez Armeński Komitet Olimpijski.